# SiCKO
SiCKO je dokumentární film amerického filmaře Michaela Moora zaměřený na problém se zdravotním pojištěním a péčí v USA. Snímek měl premiéru v roce 2007.
Ve filmu vystupuje několik osob, kterým byla péče odepřena, protože pojišťovny odmítly uhradit účty. Ukazuje také úskočnost přijímacího systému do předních pojišťoven, které nechtějí přijmout lidi, u kterých je byť jen minimální pravděpodobnost těžké dědičné nemoci. Aby občanům USA ukázal, že zdravotní péče může být lepší, odcestuje do Kanady, Francie a Velké Británie. S nemocnými zachránci WTC dojede až na Kubu a tam jsou vyšetřeni a někteří léčeni.
Snímek je doplněn klasickými sarkastickými komentáři.
Je také kritizován za svoji jednostrannost a účelovost.
Do zátoky Guantánamo se osobně, ve svém posledním filmu SiCKO, vypravil americký angažovaný dokumentarista Michael Moore. Podle něj jsou tyto dva internační tábory jediným místem Spojených států, kde je zdravotní péče placena státem. Na svých dvou motorových člunech s sebou vezl tři dobrovolníky, kteří pomáhali odklízet trosky Světového obchodního střediska po útocích z 11. září 2001 a kteří od té doby měli zdravotní problémy, které by (podle něj) mohly být vyřešeny zde. Když se přiblížili k bójemi lemované hranici, vymezující vojenskou zónu, v jednom z táborů se spustil poplach, na což se Moore rozhodl urychleně vzdálit.